# منطقه شیچنگ
منطقه شیچنگ (به چینی: 西城区، به پین‌یین: Xīchéng Qū) یک منطقهٔ شهرداری تابع شهر پکن، پایتخت  جمهوری خلق چین است.
«شیچنگ» در زبان چینی به معنی «شهر غربی» می باشد و اراضی آن، شامل نیمهٔ غربی «شهر قدیمی» پکن در قلب این شهر بزرگ می باشد. نیمهٔ دیگر «شهر قدیمی» پکن را منطقه دونگچنگ در بر می‌گیرد.

## خصوصیات
منطقه شیچنگ ۴۶٫۵ کیلومترمربع مساحت و ۱٬۲۴۳٬۰۰۰ نفر جمعیت دارد.

## خواهرخوانده
شهر پاسادینا، کالیفرنیا خواهرخواندهٔ منطقه شیچنگ هست.